# Compagnie fruitière
 (mars 2020).
La Compagnie fruitière est une entreprise française productrice de fruits et légumes. Elle est le premier producteur de fruits de la zone Afrique-Caraïbes-Pacifique.

## Historique
L'entreprise a été créée à Marseille en 1938 où se trouve toujours son siège social.
Initialement négociant de fruits en provenance d'Afrique, le groupe a, au fil du temps, étendu ses activités à tous les métiers de la filière. La Compagnie fruitière est ainsi devenue successivement producteur, avec l'acquisition et le développement de plantations de bananes et d'ananas, transporteur de fruits et opérateur logistique avec, entre autres, la création d'une compagnie maritime intégrée (Africa Express Line créée en 2001). L'entreprise est également distributeur/mûrisseur de fruits et légumes dans plusieurs pays d'Europe : Espagne, France, Hongrie, Italie, Pays-Bas, Portugal et Royaume-Uni.
Avant 1993, la Compagnie fruitière profite des politiques protectionnistes des anciennes puissances coloniales (notamment la France) envers les États devenus ACP, dans un marché non concurrentiel. Dans le cadre de la guerre de la banane, l'entreprise Dole obtient ensuite 40 % du capital de la Compagnie fruitière et entrave son développement, jusqu'en 2015.
Dès 2015, la Compagnie Fruitière est principalement implantée en Afrique où elle possède ses propres bananeraies. En Afrique, elle dispose de filiales au Cameroun (Les Plantations du Haut Penja et la Compagnie des bananes de Mondoni lancée en 2023), en Côte d’Ivoire (Société de culture bananière), au Sénégal (Grands Domaines du Sénégal) et au Ghana (Golden Exotics Limited).
Le capital du groupe est détenu à 60 % par la famille du fondateur, accompagné désormais par des investisseurs financiers français (Unigrains, Crédit agricole via Idia Capital Investissement et Sofipaca ainsi que Société générale Capital Partenaires). Le groupe est dirigé par Jérôme Fabre, petit-fils du fondateur. Jérôme Fabre et sa famille sont à la tête d'une fortune estimée à 170 millions d'euros en 2019. La direction de la compagnie a longtemps été jugée « inaccessible » à force de discrétion.
L'entreprise est en 2019 le premier producteur au monde de bananes Fairtrade (en hectares certifiés).

## Production

### Cameroun
La société des Plantations du Haut-Penja (PHP), plantation historique de bananes au Cameroun, s’étend sur 4 500 hectares. Elle a pris sa forme actuelle en 1991 avec la privatisation de l’Office Camerounais de la Banane. Chaque année, plus de 130 000 tonnes de bananes sont chargées sur les bateaux de la Compagnie Fruitière au port de Douala, soit 45 % de la production locale.
Ce terroir est tout aussi favorable à la culture du poivre de Penja réputé de qualité. Il bénéficie d'une Indication géographique protégée depuis le 13 septembre 2013. La PHP produit également du cacao, commercialisé sous la marque « Atelier des 45 Volcans », des fleurs exotiques et des feuillages.
La société est certifiée ISO 14001, Global Gap, Rainforest Alliance et Fairtrade. 

#### Épandage de pesticides toxiques et soupçons de corruption
En 2013, lors d'un reportage de l'émission française Cash investigation, diffusé sur France 2 en septembre 2013, la filiale camerounaise de la Compagnie Fruitière, la PHP est accusée de nuire à la santé des populations locales, via l'épandage aérien de plusieurs pesticides toxiques, interdits en France entre 2000 et 2011. L'équipe d'investigation porte des accusations de corruption, et pointe une cascade de conflits d'intérêts avec des députés, d'anciens ministres camerounais étant ou ayant été membres de la PHP, et avec l'ordre de Malte-France, avec pour conséquence de multiples anomalies et problèmes qui s'ajoutent à la non-contribution au développement économique inclusif des communes où la société est implantée.
Le résumé d'une étude menée par l'ONG FADENAH, avec le soutien financier du PNUD au Cameroun, a été publié et établit le lien entre des produits chimiques utilisés par la PHP et les principales maladies au sein des populations côtoyant les plantations. L'ONG a été dissoute, et l'agence du PNUD au Cameroun refuse de dévoiler le contenu complet du rapport « vu le caractère sensible de ces informations ».
La Compagnie Fruitière a refusé strictement toute demande d'entretien de la part de l'équipe investigatrice, mais a accepté de répondre par écrit aux deux questions qui lui ont été adressées par les journalistes. Elle se défend en affirmant mener une politique rigoureuse, en participant à l'amélioration des politiques de santé, en limitant l'impact environnemental et en offrant rémunération décente aux populations localess. La PHP a également publié un communiqué dans lequel elle dénonce avoir été « injustement prise à partie », que « aucun des produits cités dans l'émission n'est utilisé par la PHP alors même qu'ils sont tous homologués au Cameroun et dans les pays de l'Union européenne jusqu'en 2017 », et affirme respecter sa politique de responsabilité sociale et environnementale, certifiée GlobalGap et ISO 14001 en 2001 et labellisée par Max Havelaar,.
Le journal français Libération avait précédemment rapporté ces informations le 18 mai 2009, notamment l'accaparement des terres au détriment des paysans locaux via des procédés douteux ou illégaux. Les populations propriétaires des terres percevraient une indemnité très insignifiante de moins de 10 fcfa le mètre carré par an et ne pourraient pas bénéficier gratuitement des productions de bananes issues de leurs terres. Le journal rapporte les mauvaises conditions de travail, l'absence de liberté syndicale, certains licenciements abusifs et « l'incroyable cascade de conflits d’intérêts » au sein de la PHP et du secteur de la banane camerounaise. Toujours selon le journal, les fongicides et pesticides utilisés par la PHP sont à l'origine de la pollution des sols et de la rivière utilisées par la population locale, affectée par des maladies respiratoires, des dermatoses, et un taux de cancers anormalement élevé.
Selon Fanny Pigeaud, la PHP est liée aux dirigeants camerounais, notamment Paul Biya, et est accusée de collusion avec la justice.
Selon Alistair Smith de Banana Link et Guillaume Tossa de l’UITA dans leur rapport « Vers une voix unitaire des travailleurs et travailleuses de la banane en Afrique », l'entreprise aurait depuis mis en place des mesures de RSE.

#### Position monopolistique
Dans leur ouvrage paru en 2020, Fanny Pigeaud et Ndongo Samba Sylla estiment que la compagnie fruitière profite, au Cameroun, des prêts français facilités par le système CFA et des contrats de désendettement et développement (C2D), qui permettent « aux sociétés hexagonales de conforter leurs positions et monopoles historiques. Le tout au détriment du développement du tissu entrepreneurial local ». La règle du libre transfert donne également à la compagnie fruitière la possibilité de rapatrier vers l’Europe les bénéfices réalisés dans la zone franc sans restriction, et lui permet de désinvestir rapidement si la conjoncture devient défavorable.
La Compagnie fruitière est le premier employeur privé du Cameroun en 2017. Armel François, directeur général de la PHP, a également été le directeur du Groupement inter-patronal du Cameroun par intérim, syndicat patronal camerounais de 2016 à 2017,.

### Côte d'Ivoire
La Société de Culture Bananière (SCB) a été vendue par le groupe Bolloré au Groupe Compagnie Fruitière en 2008. Cette acquisition fragilise les planteurs ivoiriens et leur organisation professionnelle.
240 000 tonnes de bananes, 20 800 tonnes d'ananas et 4 000 tonnes de mangues sont cultivés par an sur une vingtaine de sites dans le pays couvrant au total près de 4 000 hectares. La SCB emploie plus de 6 500 salariés en Côte d'Ivoire.

### Ghana
Créée en 2003, la société Golden Exotics Limited (GEL) est la première plantation[source insuffisante] de bananes et d’ananas du Ghana. Grâce au développement, ce pays a maintenant acquis sa légitimité de producteur de bananes en Afrique.

### Sénégal
Créée en 2003 par la Compagnie fruitière, la société des Grands Domaines du Sénégal (GDS) est installée dans la région de Saint Louis, en bordure du fleuve Sénégal, et développe la culture sous serre sur 100 hectares et en plein champ avec 160 hectares de produits maraîchers. Les GDS sont les premiers exportateurs du Sénégal en termes d'horticulture. Ils récoltent plus de 9 000 tonnes de tomates (cerise, olivette et grappe)[source insuffisante]. Ils développent également la culture du maïs doux sur plus de 150 hectares et 1 500 tonnes par an et de mangue sur 40 hectares.
La société annonce employer plus de 3 000 salariés en 2018. Elle est certifiée Globalgap et Tesco Nurture[source insuffisante].

### Équateur
Située en Équateur, la plantation Derose SA a rejoint le groupe Compagnie fruitière en 2018. La plantation s’étend sur plus de 600 hectares, dont 300 en agriculture biologique[réf. souhaitée].
Chaque année, elle produit jusqu’à 12 000 tonnes de bananes commercialisées sous la marque SCB et emploie 122 salariés[réf. souhaitée].

## Transport
La Compagnie Fruitière possède sa propre infrastructure en matière de transport et de logistique réfrigérée.
Les fruits du groupe et des partenaires sont acheminés vers l’Europe et le Maghreb grâce à ses filiales Africa Express Line, Transit Fruits, ainsi que le réseau d’agences maritimes Eolis[pertinence contestée].

## Distribution
La Compagnie fruitière, avec ses 21 sites de distribution, distribue 750 000 tonnes de bananes mûries[source insuffisante].
En 2015, la Compagnie Fruitière ouvre sa 18e mûrisserie de bananes en Bretagne à Rheu près de Rennes,. Ce nouvel établissement de 2 600 m² d’une capacité de 20 000 tonnes par an compte 15 chambres de mûrissage,.